# Jiu jie bian
 (juin 2016).
Si vous disposez d'ouvrages ou d'articles de référence ou si vous connaissez des sites web de qualité traitant du thème abordé ici, merci de compléter l'article en donnant les références utiles à sa vérifiabilité et en les liant à la section « Notes et références ».

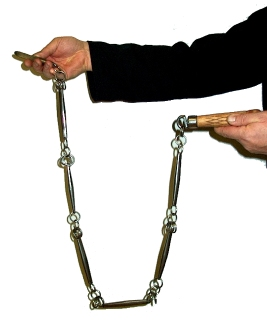
Jiu jie bian.

Jiu jie bian est un mot chinois désignant une chaîne métallique composée de neuf sections reliées par trois anneaux, d'une poignée et d'une pointe, utilisée dans le kung-fu Shaolin. L'épine placée à son extrémité est le véritable point d'attaque. Le jiu jie bian est une arme difficile à manier.